# بيلي مكينتوش
بيلي مكينتوش (بالإنجليزية: Billy McIntosh)‏ (7 ديسمبر 1919 بغلاسكو في المملكة المتحدة - 1990) هو لاعب كرة قدم بريطاني (وحمل سابقاً جنسية المملكة المتحدة لبريطانيا العظمى وأيرلندا) في مركز الهجوم. لعب مع بريستون نورث إيند وسانت جونستون وستوك سيتي ونادي بلاكبول ونادي والسول.

## وصلات خارجية
- بيلي مكينتوش على موقع قاعدة بيانات كرة القدم.إي يو (الإنجليزية)